# ویویسایمو
ویویسایمو (انگلیسی: Vivisimo) شرکت فناوری اطلاعات آمریکایی است، که در سال ۲۰۰۰ تأسیس شد.